# Ім'яново (Балтачевський район)
Ім'я́ново (рос. Имяново, башк. Имән) — присілок у складі Балтачевського району Башкортостану, Росія. Входить до складу Норкинської сільської ради.
Населення — 169 осіб (2010; 214 у 2002).
Національний склад:
- башкири — 93 %